# Affaire Lip
Pour les articles homonymes, voir Lip (homonymie).
L'Affaire Lip désigne le déroulement et les actions d'une grève qui eut lieu dans l'usine horlogère Lip de Besançon (Doubs). Débutée au début des années 1970, la lutte a duré jusqu'au milieu de l'année 1976 et mobilisé des dizaines de milliers de personnes à travers la France et l'Europe entière, notamment lors de la grande marche Lip du 29 septembre 1973 qui réunit plus de 100 000 manifestants.
D'autres éléments ont également participé à l'ampleur de ce combat ouvrier, comme le mode de grève qui comprend pour la première fois de l'histoire, dans une entreprise, une « autogestion » prenant forme lorsque les ouvriers grévistes travaillent à leur propre compte et produisent des montres dans leurs usines, avant de les écouler lors de « ventes sauvages » ; mais aussi à cause de l'aspect politique de l'affaire qui prend un tournant national quand le gouvernement de l'époque n'a d'autre choix que la mise à mort de l'entreprise afin d'éviter une « flambée ouvrière et syndicale » au niveau national[réf. nécessaire].
L'affaire Lip marque un changement radical du ton syndical et la montée des mouvements « spontanés » largement relayés dans les médias. Elle suscite une abondante production journalistique et cinématographique présentant le chef d'entreprise et les actionnaires comme des « pourris ».

## Histoire

### Lip, d'une entreprise familiale à une usine
Vieille manufacture horlogère, l’entreprise Lip a été fondée en 1867 par Emmanuel Lipmann, un horloger ayant ouvert une entreprise à Besançon. L’usine après-guerre assure l’une des plus importantes productions de montres à l’échelle mondiale. Fred Lipmann, son fils, devenu Fred Lip, ayant changé son nom après la guerre de 1939/1945, car soumis aux mesures antisémites de la France de Vichy, transforme le modèle de production. Devenu Lip, l’usine passe de l’artisanat au travail à la chaine.
L’entreprise voit dans les années 1960 sa situation financière se dégrader. Elle est confrontée à une nouvelle concurrence avec les montres à bas coût, notamment celles fabriquées dans les pays asiatiques. En 1967, Fred Lip décide d'ouvrir le capital de sa société et cède 33 % de ses parts à une société suisse, Ébauches SA (filiale de l'ASUAG, important consortium horloger qui deviendra le Swatch Group).
À la fin des années 1960, l’usine est confrontée à des mouvements sociaux. En 1970, après une nouvelle grève, le directeur accepte une augmentation des salaires nettement supérieure à celles accordées dans les autres entreprises du territoire national. Néanmoins, les mouvements sociaux se poursuivent.
En 1973, Lip fabrique les premières montres à quartz françaises. Mais les difficultés s'accentuent : la concurrence américaine et japonaise met déjà l'entreprise en péril. Le 17 avril 1973, Jacques Saint-Esprit, alors directeur général de l'entreprise, démissionne et la SA Lip dépose le bilan. Dans les semaines qui suivent, l'usine Lip devient alors le théâtre d'une grève qui va connaître une audience nationale.

### Débuts de l'affaire Lip
Courant mai 1973, un comité d'action (CA), hérité des idées et des méthodes de mai 1968 , se reconstitue.
Le 12 juin, lors d'une réunion extraordinaire du Comité d'entreprise, au cours de laquelle on menace les ouvriers d'un dépôt de bilan, des ouvriers arrachent la serviette de l'un des administrateurs et apprennent alors que la direction prévoit 480 licenciements (« 480 à dégager ») et qu'elle compte se défaire de l'industrie mécanique et des secteurs annexes, pour ne conserver que l'horlogerie. On séquestre l'administrateur Laverny et d'autres membres du conseil d'administration, le temps d'une nuit, afin d'en savoir plus, les ouvriers les obligeant à annoncer les résultats des négociations à Paris. Fouillant dans les bureaux, ils apprennent aussi que la direction compte supprimer l'échelle mobile des salaires et les bloquer.
L'usine de Palente est alors occupée sur-le-champ. Dans la nuit, le stock de 25 000 montres est mis à l’abri dans des caches. Le préfet du Doubs va à Paris pour essayer de joindre le ministre de l'Industrie, Jean Charbonnel. La grève est notamment menée par un membre du PSU et responsable CFDT, Charles Piaget, et par Jean Raguenès, qui éblouissent Benny Levy, le fondateur de la Gauche prolétarienne, qui reste à Besançon tout l'été. Benny Levy déclarera alors (en privé): « Je vois dans l'événement Lip l'agonie de notre discours révolutionnaire ».
Le 15 juin, une manifestation rassemble 1 200 personnes dans les rues de Besançon.
Le 18 juin, une assemblée générale décide la remise en route de la production, sous contrôle des travailleurs, pour assurer « un salaire de survie ». La lutte des ouvriers de  Lip est alors popularisée avec le slogan : C'est possible : on fabrique, on vend, on se paie (voir autogestion). L’intersyndicale CGT-CFDT demande à la revue Les Cahiers de Mai de les aider à faire un journal de grève : Lip-Unité, qui participe à la médiatisation du mouvement. Il est également décidé de mettre en vente toutes les montres à prix réduit au même rabais de 42 % que ce qui était accordé au réseau des horlogers-bijoutiers.
Le 2 août, le ministre du Développement industriel, Jean Charbonnel, nomme un médiateur : Henry Giraud.
Le 11 août, début de négociations entre les syndicats, le Comité d'action et Henry Giraud.
Le 14 août, sur décision prise par le préfet agissant sur ordre du ministre de l'Intérieur, les C.R.S. investissent l'usine et chassent les ouvriers qui l'occupaient. Ils y restent jusqu'en février 1974. À l'annonce de cette nouvelle, de nombreuses entreprises de Besançon et de la région se mettent en grève et les ouvriers viennent en découdre avec les forces de l’ordre[réf. nécessaire]. Des syndicalistes s'interposent pour empêcher l'affrontement. Ceci n'empêche pas des arrestations et des condamnations (une trentaine d'ouvriers condamnés en une semaine) lors des manifestations qui se déroulent les jours suivants. La production clandestine reprend, tandis qu'à Cerizay, dans les Deux-Sèvres, quatre-vingt-seize ouvrières se mettent à fabriquer, en-dehors de l'usine, des chemisiers qu'elles nomment PIL.
La vente en direct au prix de gros a pour conséquence de créer une opposition au sein du réseau de l'HBJO (horlogerie-Bijouterie-Joaillerie-Orfèvrerie). La fédération nationale des horlogers-bijoutiers porte plainte pour réclamer dommages et intérêts, déclarant que la vente de montres Lip était illégale ailleurs que dans leurs commerces. Face à cette plainte, les soutiens de Lip réagirent en imitant le modèle des militantes en faveur de la légalisation de l’avortement, et en signant un « manifeste des receleurs » en septembre 1973.

### Le soutien politique

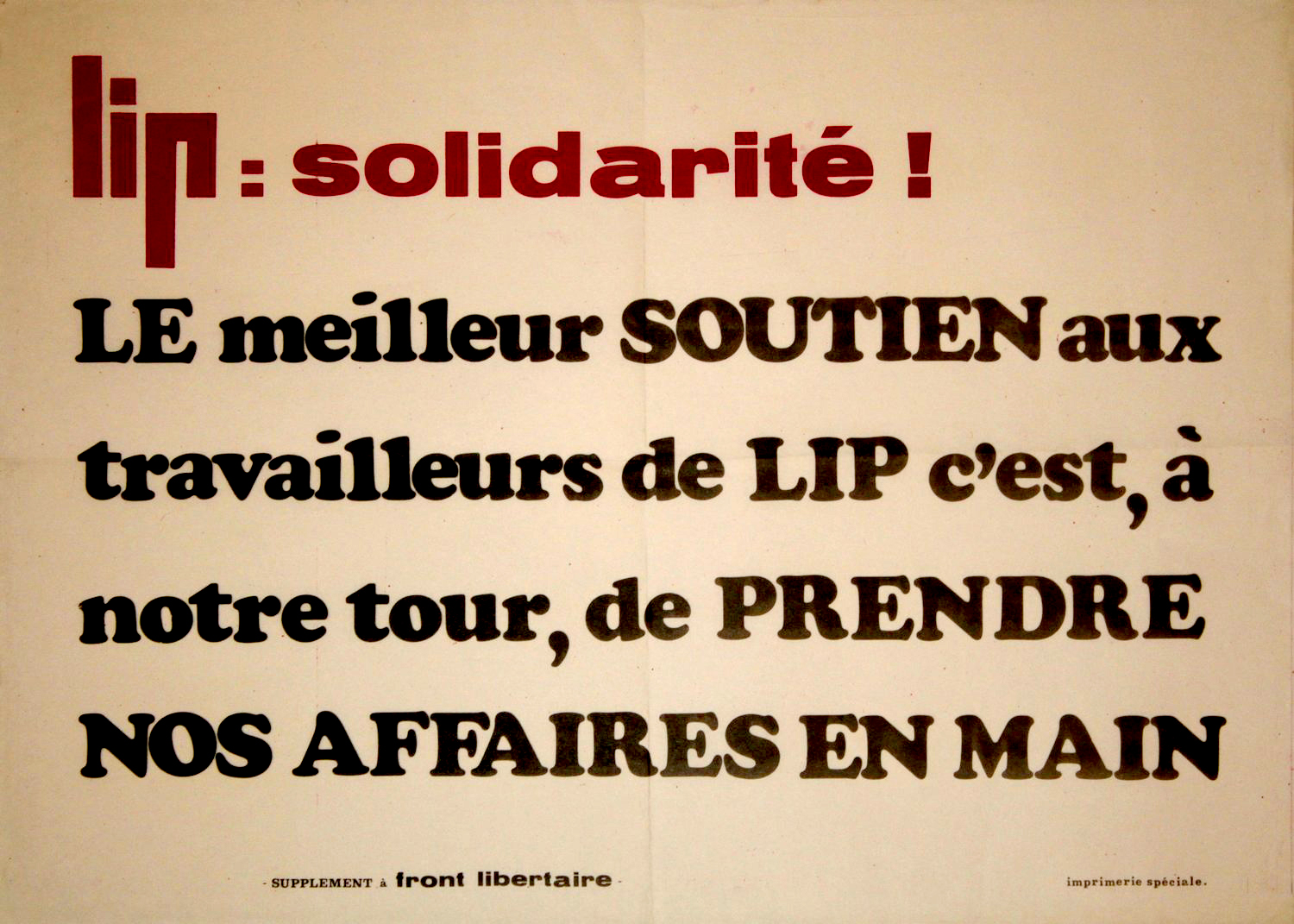
Affiche de l'Organisation révolutionnaire anarchiste en soutien à la lutte des LIP.

Le 29 septembre, une grande marche nationale sur Besançon est organisée. Près de 100 000 personnes (dont de nombreux participants venus d'ailleurs) manifestent sous une pluie battante, c'est la « marche des 100 000 ». Présent, Michel Rocard (PSU) s'est porté garant du bon déroulement de la manifestation devant le conseil municipal, socialiste, le PCF et la CGT. Les militants du Parti socialiste unifié, de la LCR, de la Gauche prolétarienne, de l'Organisation révolutionnaire anarchiste, les paysans de Bernard Lambert, les comités lycéens, etc., sont présents : l'extrême gauche forme un bon tiers de la manifestation, avec environ 30 000 personnes. Entre la CFDT et la CGT les tensions s'amplifient.
Le 15 octobre, le Premier ministre, Pierre Messmer, annonce : « Lip, c'est fini ! » En coulisse, quelques chefs d'entreprises du CNPF (Antoine Riboud, Renaud Gillet et José Bidegain) s'activent pour trouver une solution. C'est finalement Claude Neuschwander, alors numéro deux du  groupe Publicis et membre du PSU, qui est envoyé par Michel Rocard (secrétaire national du PSU, qui prône l'autogestion mais pense que l'entreprise ne peut survivre sans l'apport de capitaux) pour négocier avec les syndicats, les fournisseurs et des financiers dans le but de reprendre l'entreprise Lip.
Le 29 janvier 1974, la délégation de Lip signe les accords de Dole qui prévoient de reprendre l'ensemble du personnel contre la restitution de 7 tonnes de documents et de matériel, entre 15 000 et 20 000 montres, ainsi qu'un chèque de 2 millions de francs, correspondant au reliquat de la vente d'un stock de montres, ce qui avait exaspéré les 3 000 commerçants horlogers concurrencés par cette vente sauvage. La Compagnie européenne d’horlogerie, dirigée par Claude Neuschwander, reprend alors les activités horlogerie de Lip, 830 ouvriers étant progressivement réintégrés à partir du 11 mars 1974. C'est la fin de la grève.

### La gestion Neuschwander
Claude Neuschwander ainsi que ses appuis veulent montrer qu'une nouvelle gestion dans l'esprit de mai 1968 est possible. Antoine Riboud met à sa disposition un journaliste du Nouvel Observateur pour illustrer cette expérience dans le livre Patron, mais... (1975). Néanmoins, il échoue à véritablement relancer l'activité.

### Un nouveau conflit
Au cours des deux années qui suivront, la nouvelle équipe de direction doit faire face à des difficultés imprévues : 
- les interlocuteurs ont changé : départ de Jean Charbonnel avec l'arrivée au pouvoir du nouveau président de la République, Valéry Giscard d'Estaing :
- les fournisseurs n'honorent pas les commandes passées ;
- le tribunal de commerce demande à Lip d’honorer les 6 millions de dettes de l’ancienne entreprise auprès des fournisseurs (contrairement à ce que stipulaient les accords de Dole).

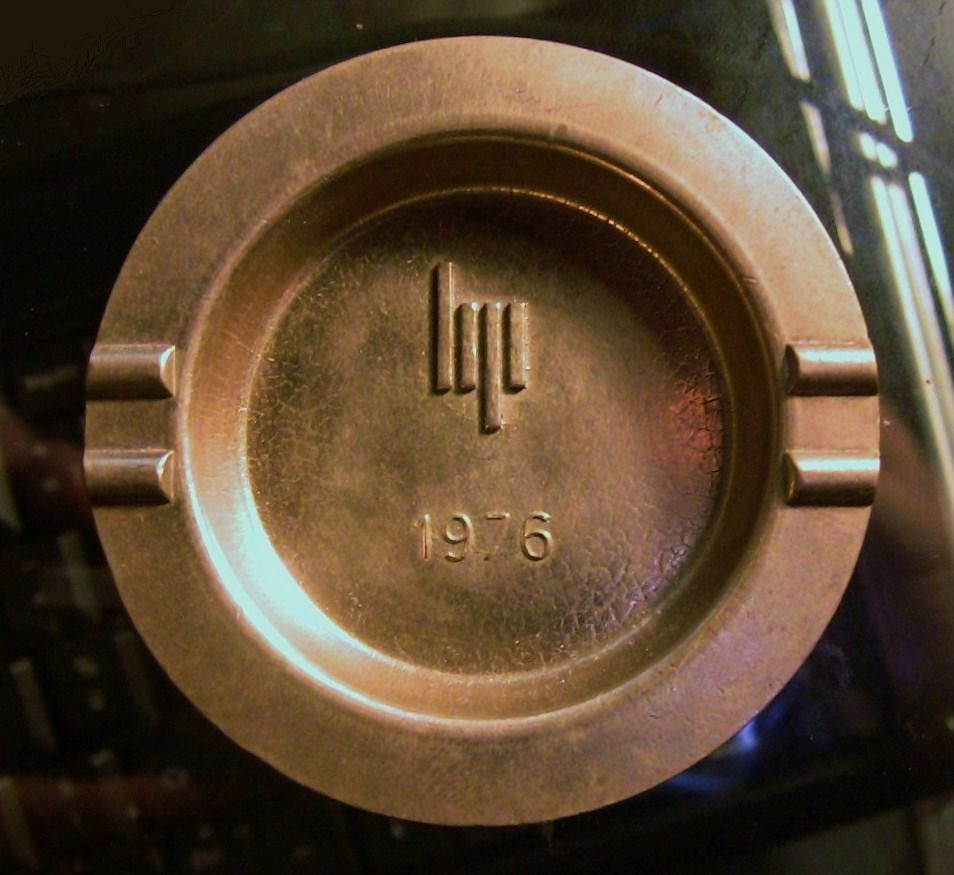
Un cendrier de l'usine LIP

Dans un contexte économique du premier choc pétrolier, Valéry Giscard d'Estaing et son Premier ministre Jacques Chirac auraient délibérément, selon Jean Charbonnel (ministre de l’industrie en 1973), « assassiné Lip », symbole du bras de fer remporté par les syndicats et qui risquait de contaminer le champ social et politique : le ministère de l’Industrie suspend la subvention liée au plan Quartz, l'entreprise nationalisée Renault annule ses commandes de pendulettes de tableau de bord ,.
Le 8 février 1976, Claude Neuschwander est révoqué par Antoine Riboud : « Jusqu’à Lip, nous étions dans un capitalisme où l’entreprise était au cœur de l’économie. Après, nous nous sommes trouvés dans un capitalisme où la finance et l’intérêt de l’argent ont remplacé l’entreprise. ».
Michel Rocard, qui est, avec José Bidegain et Antoine Riboud, l'un des instigateurs de la nomination de Claude Neuschwander, conteste d'abord cette thèse : « Neuschwander a remis Lip en faillite, un point c'est tout. » C'est aussi le point de vue de l'auteur du plan de relance de 1973, base des accords de Dole, Claude Peyrot[réf. nécessaire], auquel Claude Neuschwander se réfère constamment dans son livre Patron mais... (Le Seuil, 1975).
Claude Neuschwander avait usé de son droit de réponse dans Le Monde des 8 et 9 avril 2007, notamment en citant ce que dit Jean Charbonnel dans le film LIP L'imagination au pouvoir : « Jean Charbonnel, alors ministre de l'Industrie, le dit clairement, avec une force singulière : ils ont assassiné Lip ».
En avril 1976, la Compagnie européenne d’horlogerie dépose le bilan.
Le 5 mai 1976, les Lip entament une nouvelle occupation de l'usine et relancent la production de montres. Libération titre « Lip, c’est reparti ! ».

### Suite et fin de Lip
Face à l’absence de repreneurs, Lip est définitivement liquidée le 12 septembre 1977. Le 28 novembre 1977, après de longs débats, les Lip créent six coopératives (des SCOP) dont Les Industries de Palente, perpétuant sous forme d'acronyme le nom de LIP jusque dans les années 1980. La SCOP Les Industries de Palente est transformée en SARL en 1983, rachetée en 1986 par la Société Mortuacienne d'Horlogerie, SMH Kiplé, qui est à son tour mise en liquidation en 1990.

## Œuvres sur le sujet

### Films
Monique, Lip I et La marche de Besançon, Lip II
Monique, Lip I et La marche de Besançon, Lip II sont deux documentaires réalisés sur le conflit Lip par Carole Roussopoulos, en août 1973. Dans le premier documentaire, on voit des scènes tournées à l'époque où les ouvriers grévistes expriment leurs points de vue sans orienter les réponses aux questions posées, et notamment en la personne d'une salariée particulièrement mise en lumière : il s'agit de Monique Piton, exposant avec engouement et lucidité sa vision du conflit ; elle raconte le déroulement de l'occupation de l'usine par la police, les quatre mois de combats, la place des femmes dans cette lutte, ce qu'elle a appris, et critique aussi le rôle de la télévision et des médias. Quant au second documentaire, lui aussi réalisé à partir d'images d'époque, il revient sur la grande marche Lip du 29 septembre 1973.
Dès les débuts de l'occupation, la lutte des travailleurs de Lip avait été couverte sur le plan cinématographique par divers groupes militants, dont ScopeColor, l'équipe de Roger Louis, et les groupes Medvedkine, sans oublier Carole Roussopoulos. C'est pour surmonter les divergences politiques et syndicales que Chris Marker est intervenu pour le montage de ce documentaire militant, réalisé en une semaine à partir d'éléments tournés par d'autres, le film devant être disponible début septembre 1973 pour appeler à la grande manifestation du 29 septembre.
Le film est très centré sur le conflit, dont il fait une relation chronologique. C'est plus un outil d'agit-prop que le produit d'une analyse approfondie.
LIP ou le Goût du Collectif
Documentaire de Dominique Dubosc (1976), 70 min ; sélection officielle Cannes 1977.
Les Lip, l'imagination au pouvoir
Les Lip, l'imagination au pouvoir est un documentaire réalisé par Christian Rouaud, sorti au cinéma en 2007. Il présente l'affaire Lip et tous ses événements à travers les témoignages des principaux protagonistes de l'époque, le tout sur un ton historique, social et politique et en incluant quelques images d'archives. Unanimement salué par la critique de par son concept et sa neutralité, le film rend hommage à cette lutte et entend transmettre cette page d'histoire aux jeunes générations.
Fils de Lip
Fils de Lip est un film documentaire réalisé par Thomas Faverjon en 2007, racontant l'histoire du deuxième conflit Lip à travers les témoignages des « sans voix » (tous ceux qu’on n’a jamais entendus). Il présente le nouveau combat des Lip dans une entreprise qui a déposé le bilan, mais qui reste parfaitement rentable aussi bien au niveau des machines que des ouvriers. Cependant aucun repreneur ne s'y intéresse, à cause de l’élite économique et politique de l'époque, qui voulait sanctionner la révolution du premier conflit. C'est un nouveau regard qui est alors porté sur ces salariés ne vivant pas une époque glorieuse comme pour la lutte précédente, mais une amère répression.
L'été des Lip (téléfilm, France 3, 2011)
L'été des Lip est un film de Dominique Ladoge retraçant la grande grève de Lip. À travers une employée prénommée Tulipe, âgée de 20 ans et fille d’immigré italien, on revoit les plus grands moments de la lutte des années 1970. 

### Chansons
- A Besançon[24], sur l'album éponyme de Jacques Bertin (Disques Alvarès, 1974)

### Émissions de radio
- Là-bas si j'y suis, France Inter : 11 octobre 2004, 21 novembre 2013, 25 novembre 2013
- Affaires sensibles, France Inter : 23 septembre 2014

### Bandes dessinées
- Wiaz et Piotr, Les Hors-la-loi de Palente. La grève des LIP, Société Internationale d'Édition, 1974
- Laurent Galandon, Damien Vidal, Lip. Des héros ordinaires, Dargaud, 2014

### Jeux de société
- Chomageopoly, jeu de société conçu et réalisé par les Travailleurs de LIP, 1977. Témoignage du combat collectif pour populariser leur action à la suite de la faillite de l'entreprise. Selon la « philosophie du jeu » introduite, « (il) traduit la lutte des travailleurs mis en chômage par la faillite de leur entreprise. Attachés à leur entreprise, à leur outil de travail, ils restent ensemble pour obliger le gouvernement, le patronat, et le système qui les ont mis au chômage, de leur trouver un emploi ». Illustrations de Daullé, Forcadell, Kerleroux, Pelou, Piotr, Wiaz.

### Témoignages
- Josette Barbier, Raymond Burgy, Jacky Burtz et al., Lip: Affaire non classée., Paris, Syros, coll. « Points chauds, » (no 3), 237 p. (OCLC 490817924).
- Monique Piton, C'est possible! : Le récit de ce que j'ai éprouvé durant cette lutte de Lip, Paris, Éditions des femmes, 1975, 621 p. (ISBN 978-2-721-00014-9, OCLC 1960061).
- Monique Piton, Mémoires libres, Paris, Éd. Syllepse, coll. « Des Paroles en actes », 2010, 238 p. (ISBN 978-2-849-50255-6, OCLC 690358667, BNF 42170147).
- Dominique Féret, Les Yeux rouges, Besançon, Les Solitaires intempestifs Nouveau théâtre de Besançon, 1998, 76 p. (ISBN 978-2-912-46436-1, OCLC 40674765).
- La Force du collectif. Entretiens avec Charles Piaget. Réseau citoyens résistants, éditions Libertalia, 2012.
- Collectif, Lip au féminin : rien ne se fait bien sans passion, Paris, Syros, coll. « Points chauds » (no 7), 1977, 161 p. (ISBN 978-2-901-96801-6, OCLC 461829369).

### Ouvrages généraux
- Donald Reid, Opening the Gates. The Lip Affairs. 1968-1981. Londres, Verso, 2018, 492 p. Traduit de l'anglais par Hélène Chuquet, L'affaire Lip 1968-1981 Rennes, PUR, 2020, 537 p.[2]
- François-Henri de Virieu, Lip, 100 000 montres sans patron., Paris, Calmann-Lévy, coll. « Questions d'actualité », 1973, 292 p. (OCLC 1660169).
- Maurice Clavel (Ouvrage préparé avec l'équipe du journal Libération), Les paroissiens de Palente; ou encore, Les murs et les hommes (roman), Paris, B. Grasset, 1974, 404 p. (ISBN 978-2-246-00097-6 et 978-2-246-00098-3, OCLC 1120080).
- Jean Divo, L'affaire Lip et les catholiques de Franche-Comté, Yens sur Morges Saint-Gingolph, Ed. Cabédita, coll. « Archives vivantes », 2003, 200 p. (ISBN 978-2-882-95389-6, OCLC 496394430).
- Olivier Neveux, Théâtres en lutte. Le théâtre militant en France des années 1960 à aujourd'hui], Paris, La Découverte, 2007 (Chapitre 7)
- Guillaume Gourgues, « Occuper son usine et produire : stratégie de lutte ou de survie ?: La fragile politisation des occupations de l’usine Lip (1973-1977) », Politix, vol. n° 117, no 1,‎ 2017, p. 117 (ISSN 0295-2319 et 1953-8286, DOI 10.3917/pox.117.0117, lire en ligne, consulté le 9 septembre 2023)